# Ivar Hörhammer
Ivar Gabriel Hörhammer, född 11 februari 1884 i Örebro, död 3 februari 1953 i Helsingfors, var en finsk konstförsäljare och riksdagsledamot. Hörhammer är mest känd för sitt konstgalleri med samma namn. Han började med konstförsäljningen 1916 som delägare i Stenmans konstsalong. Sin egen konstaffär och konstgalleri startade han 1917–1918.

## Utmärkelser
- Riddare av Hederslegionen[1]

[Redigera Wikidata]